# Eduard Dietl
Eduard Dietl (ur. 21 lipca 1890 w Bad Aibling, Królestwo Bawarii, Cesarstwo Niemieckie, zm. 23 czerwca 1944 w Hochwechsel, III Rzesza) – niemiecki wojskowy, sportowiec i bojówkarz, generał pułkownik, dowódca 3 Dywizji Górskiej i 20 Armii Górskiej, wczesny członek NSDAP, znany jako wykonawca operacji w Skandynawii. Weteran I i II wojny światowej oraz rewolucji listopadowej i puczu monachijskiego.

## Życiorys
W latach 1900–1909 uczęszczał do gimnazjum w Rosenheim. Jego pragnieniem było dostać się do armii Bawarii. Za pierwszym razem mu się to nie udało, dopiero za drugim został przyjęty do 5. Bawarskiego Pułku Piechoty „Großherzog Ernst-Ludwig von Hessen”. Uczęszczał do szkoły wojennej w Monachium, w październiku 1911 roku został awansowany do stopnia podporucznika.
W trakcie I wojny światowej dowodził kompanią karabinów maszynowych. Pod koniec wojny Dietl, już w stopniu kapitana, leżał w lazarecie lecząc czwarte już zranienie.
Po zakończeniu I wojny światowej był dowódcą kompanii we Freikorpsie Eppa, w składzie której walczył przeciwko komunistom na terenie Bawarii. Został następnie przyjęty do Reichswehry, gdzie został szefem kompanii III Batalionu Strzelców Górskich ze składu 19. Bawarskiego Pułku Piechoty. Wtedy też poznał Adolfa Hitlera, stając się w styczniu 1920 jednym z pierwszych członków NSDAP (leg. członkowska nr 524). Jego kompania miała wziąć udział w puczu z 9 listopada 1923 roku w Monachium (tzw. pucz monachijski), ale nie została użyta. Po tych wydarzeniach Dietl został wykładowcą taktyki w monachijskiej szkole piechoty. 1 października 1928 roku przejął dowodzenie III batalionem strzelców górskich (19 Pułk Piechoty). Brał udział w wielu zawodach sportowych, głównie narciarskich w kraju i zagranicą. 1 lutego 1930 roku został awansowany na majora. 1 stycznia 1935 roku Dietl, już w stopniu pułkownika, przejął dowodzenie nad 99 Pułkiem Strzelców Górskich w Füssen. Po Anschlussie Austrii został dowódcą 3 Dywizji Górskiej w Grazu.
Po wzięciu udziału w kampanii wrześniowej ze swą 3 Dywizją Górską, Dietl został załadowany na pokład niszczyciela i wraz ze swym wojskiem wysłany do północnej Norwegii, do Narwiku (operacja Weserübung). Tutaj 9 kwietnia 1940 roku dywizja zeszła na ląd i przez prawie trzy miesiące prowadziła ciężkie walki przeciwko aliantom. Za osiągnięcia 9 maja 1940 roku Dietl został awansowany do stopnia generała porucznika. Przyznano mu też Krzyż Rycerski. Po zakończeniu walk o Narwik Dietl jako jeden z pierwszych żołnierzy Wehrmachtu otrzymał liście dębowe – stało się to 19 lipca. W tym samym czasie został też awansowany do stopnia generała piechoty i wydelegowany do Norwegii jako dowódca korpusu górskiego.
Po rozpoczęciu inwazji na ZSRR (Plan Barbarossa) z początkiem 1942 roku Dietl przejął dowodzenie 20 Armią Górską, na czele której miał opanować Murmańsk (operacja Silberfuchs). 1 czerwca 1942 awansowany do stopnia generała pułkownika. Podczas jednego z lotów do Obersalzbergu jego samolot rozbił się w Styrii, co osobiście wstrząsnęło Hitlerem. Pośmiertnie został uhonorowany nadaniem jego imienia 139 Brygadzie Strzelców Górskich.
Po wojnie imieniem Eduarda Dietla nazwano koszary w Füssen i ulice m.in. we Freyung i Bad Aibling. Miejscowy radny Kurt Rossmanith (CSU) uznał go publicznie za „wzór męskich i żołnierskich zachowań”.

### Awanse
- Gefreiter: 29 stycznia 1910
- Unteroffizier: 11 marca 1910
- Fähnrich: 4 maja 1910
- Leutnant: 26 października 1911
- Oberleutnant: 9 lipca 1915
- Hauptmann: 29 sierpnia 1919
- Major: 1 lutego 1930
- Oberstleutnant: 1 lutego 1933
- Oberst: 1 stycznia 1935
- Generalmajor: 1 kwietnia 1938
- Generalleutnant: 1 kwietnia 1940

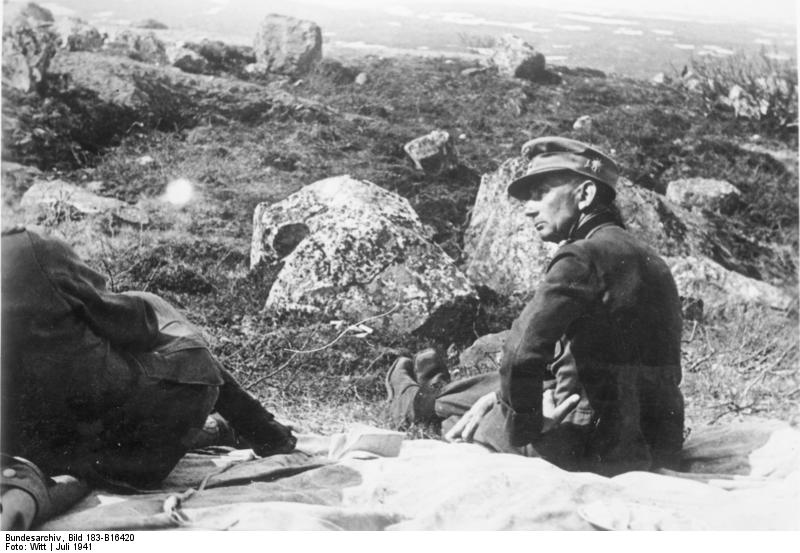
Eduard Dietl w rosyjskiej tundrze (1941)

- General der Gebirgstruppe: 19 lipca 1940
- Generaloberst: 1 czerwca 1942